# Langues otomaco
Les langues otomaco (ou taparita) sont une petite famille de langues amérindiennes d'Amérique du Sud, parlée dans les Llanos, au Venezuela, dans l'actuel État d'Apure, par les Otomaques.
Ces langues sont éteintes depuis longtemps.